# Математическа гимназия „Атанас Радев“
Математическа гимназия „Атанас Радев“ е средно училище в Ямбол, основано през 1971 г.
През годините на нейното съществуване възпитаниците ѝ са спечелили повече от 40 златни, сребърни и бронзови медали от международни олимпиади по математика, информатика, физика, биология, астрономия и др.

## История на ПМГ Атанас Радев
Началото е учебната 1971/72 година. До този момент, някои ямболските средношколци и техните учители са постигнали значителни успехи на състезанията и олимпиадите по математика, започва дори да се говори за ямболска школа по математика, което създава добри предпоставки за основаването на гимназията. Тогава в Ямбол, със заповед на министъра на народната просвета, е открита математическата гимназия, което трябва да спомогне за затвърждаване на големите начални успехи на ямболските математици, а наред с това и за осъществяването на реформата в образователната ни система. Гимназията е наречена на името на видния руски математик и хуманист, създателя на неевклидовата геометрия, Николай Иванович Лобачевски. През първата година се обучават ученици в VIII, IX и Х клас. По-късно обучението обхваща класовете от VIII до XI.
Новото училище няма собствена материална база, но нито новият учителски колектив, нито първите ученици се сблъскват с трудности, които да са сериозна пречка за осъществяването на нормален учебно-възпитателен процес. Основно реконструираната сграда на ПГ „Васил Левски“ осигурява много добри условия не само за своите възпитаници, но и за учениците от новосъздадената гимназия. Цялата ямболска общественост се стреми да подпомогне новото учебно заведение. До края на календарната 1971 година гимназията получава 3000 лева за учебно-технически средства и 1000 лева за специализирана литература. С подарените от отдел „Народна просвета“ 7 електронно-сметачни машини „Елка“ започва обзавеждането на кабинет по изчислителна техника, обзавеждат се и кабинети по физика и химия.
За преподаватели в гимназията са назначени едни от най-изявените учители в окръга: по математика – Косю Косев, Роман Хайнацки, Тодор Кучинов, Енчо Енчев, Иван Пеев, Стефка Минкова, Цветан Петров и Атанас Мутаров; по литература – Събка Ресанска, Марина Ковачева и Демир Демирев; по физика – Никола Николов, Стефан Дойчев и Пенка Парушева; по химия – Иван Русев и Константин Константинов; по биология – Надежда Братанова; по руски език – Тодорка Енчева; по западни езици – Иванка Газдова, Васил Вълчев и Петър Кискинов; по история – Йордан Дойнов и Дженка Драголова; по география – Тодор Баръмов и Мария Мишева; по музика – Таня Попова; по физкултура – Цветан Колев; и по НВО – М. Чошков. Добри са и първите ученици – общият успех за годината е 5,48. Пръв директор на гимназията е учителят Йордан Дойнов, а заместник-директор – Енчо Енчев. Въпреки че съжителството на две училища в една сграда създава известни ограничения, съществуват всички предпоставки за добър старт на новото учебно заведение.
Още същата учебна година, младите ямболски математици завоюват призови места в националния средношколски математически конкурс „Атанас Радев“, учреден по същото време от ръководството на гимназията и привлякъл за участие всички изявени математически центрове в страната. И този успех не е единствен през първата учебна година. В конкурса „Юноша“ учениците Цветомир Цеков, Таня Петрова, Николай Улучев, Христо Димитров и Живко Петров са единствените десетокласници в страната, достигнали до призови места. Малко по-късно, Здравко Славов и Христо Димитров се класират сред 16-те най-добри на заключителния етап на математическата олимпиада в София, като Здравко Славов е включен в националния отбор по математика за международната олимпиада в Полша.
Положено е началото на една силна математическа гимназия, а съществуващата ямболска школа по математика вече се затвърждава. Ученичките Таня Ж. Петрова и Яна Ж. Димова са първи в националната олимпиада по руски език в София от 54 участника. Те са включени в националния отбор по руски език на България да защитават честта на родината и на международната олимпиада в Москва, където завоюват сребърни медали. Министърът на народната просвета изпраща лично благодарствено поздравително писмо до ученичките Таня Ж. Петрова и Яна Ж. Димова за отличното им представяне.
Директор на ПМГ „Ат. Радев“ е Недялка Вълканова.